# Ophélie-Cyrielle Étienne
Ophélie-Cyrielle Étienne (Wissembourg, 9 de septiembre de 1990) es una deportista francesa que compitió en natación, especialista en el estilo libre.
Participó en dos Juegos Olímpicos de Verano, obteniendo una medalla de bronce en Londres 2012, en la prueba de 4 × 200 m libre, y el quinto lugar en Pekín 2008, en la misma prueba.
Ganó una medalla de bronce en el Campeonato Mundial de Natación en Piscina Corta de 2010, cinco medallas en el Campeonato Europeo de Natación, en los años 2010 y 2012, y dos medallas de bronce en el Campeonato Europeo de Natación en Piscina Corta de 2009.

## Palmarés internacional
| Juegos Olímpicos                    | Juegos Olímpicos      | Juegos Olímpicos  | Juegos Olímpicos |
| Año                                 | Lugar                 | Medalla           | Prueba           |
| ----------------------------------- | --------------------- | ----------------- | ---------------- |
| 2012                                | Londres (Reino Unido) | Medalla de bronce | 4 × 200 m libre  |
| Campeonato Mundial en Piscina Corta |                       |                   |                  |
| Año                                 | Lugar                 | Medalla           | Prueba           |
| 2010                                | Dubái (EAU)           | Medalla de bronce | 4 × 200 m libre  |
| Campeonato Europeo                  |                       |                   |                  |
| Año                                 | Lugar                 | Medalla           | Prueba           |
| 2010                                | Budapest (Hungría)    | Medalla de plata  | 200 m libre      |
| 2010                                | Budapest (Hungría)    | Medalla de plata  | 400 m libre      |
| 2010                                | Budapest (Hungría)    | Medalla de plata  | 4 × 200 m libre  |
| 2012                                | Debrecen (Hungría)    | Medalla de bronce | 200 m libre      |
| 2012                                | Debrecen (Hungría)    | Medalla de bronce | 400 m libre      |
| Campeonato Europeo en Piscina Corta |                       |                   |                  |
| Año                                 | Lugar                 | Medalla           | Prueba           |
| 2009                                | Estambul (Turquía)    | Medalla de bronce | 400 m libre      |
| 2009                                | Estambul (Turquía)    | Medalla de bronce | 800 m libre      |